# Компани, Венсан
Венса́н Жан Мпуа́ Компани́ (фр. Vincent Jean Mpoy Kompany, французское произношение: [vɛ̃sɑ̃ kɔ̃pani]; нидерландское произношение: [vɪnsɛnt kɔmpani]; 10 апреля 1986, Уккел) — бельгийский футболист и тренер. Бывший капитан клубов «Андерлехт» и «Манчестер Сити», а также национальной сборной Бельгии. Главный тренер немецкого клуба «Бавария».

## Клубная карьера
Венсан начал свою карьеру в «Андерлехте», воспитанником которого является. Дебютировал за клуб в возрасте 17-ти лет. Компани с ходу удалось стать игроком стартового состава, а по итогам сезона Компани был признан лучшим молодым футболистом Бельгии (этот успех ему удалось повторить через год) и лучшим игроком чемпионата. Дважды в составе «Андерлехта» Венсан становился чемпионом Бельгии.
Во второй половине сезона 2005/06 Компани получил травму и отправился восстанавливаться в Лион, в связи с чем ходили слухи, что именно в «Лионе» он продолжит свою карьеру. Однако, вопреки всему, 20 июня 2006 года было официально объявлено о переходе Компани в немецкий «Гамбург» для того, чтобы заменить ушедшего в мюнхенскую «Баварию» соотечественника Даниэля Ван Бюйтена. В своём первом сезоне Венсан провёл всего 6 матчей в чемпионате Германии, после чего в ноябре получил травму ахилла и пропустил оставшуюся часть сезона. Следующий сезон сложился для бельгийца более удачно и он сумел подтвердить высокий уровень своей игры.

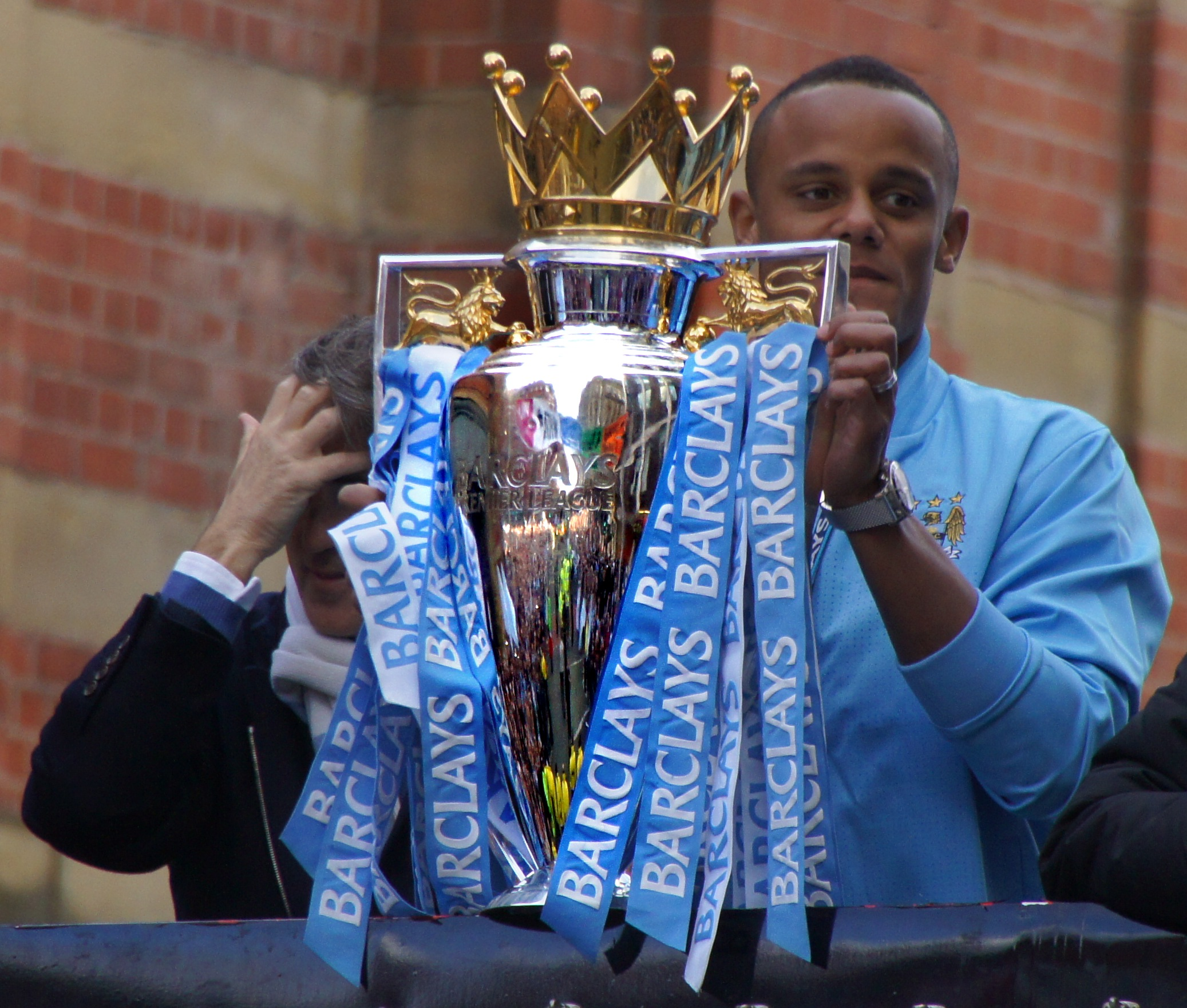
С кубком Премьер-лиги

22 августа 2008 года перешёл в «Манчестер Сити» за 6 млн фунтов стерлингов после того, как у него возникли разногласия с руководством «Гамбурга» по поводу участия в Олимпиаде в Пекине. В первом же матче за новый клуб против «Вест Хэм Юнайтед» через два дня после заключения контракта Венсан был признан лучшим игроком встречи. На протяжении первых семи сезонов в составе «горожан» Компани был безоговорочным игроком основы и одним из лидеров команды, которая проходила процесс становления из середняка в одного из грандов английского футбола. После того как у капитана команды Карлоса Тевеса возник конфликт с руководством клуба, капитанская повязка перешла именно к бельгийцу. В мае 2012 года «Манчестер Сити» впервые за 44 года стал чемпионом Англии, опередив «Манчестер Юнайтед» лишь по результатам личных встреч. За два тура до конца чемпионата именно гол Компани принёс «горожанам» важнейшую победу над «красными дьяволами». Вклад Венсана в достижение этого успеха был подкреплён тем, что он был признан лучшим игроком сезона.
На протяжении всей карьеры Венсан неоднократно подвергался разного рода травмам, из-за чего был вынужден пропускать довольно большое количество матчей. С 2015 года Компани и вовсе проводил в лазарете большую часть сезона. 6 мая 2019 года Компани дальним ударом забил единственный и победный гол в ворота «Лестер Сити», который позволил «Манчестер Сити» за тур до конца чемпионата возглавить турнирную таблицу и выиграть очередной чемпионский титул. Менее чем через две недели после этого, 19 мая Компани объявил о своём уходе из «Сити». Всего в составе «горожан» бельгиец провёл 11 сезонов и выиграл 12 трофеев.
В тот же день Компани объявил о своём возвращении в родной «Андерлехт», заняв должность играющего тренера. 17 августа 2020 года защитник принял решение завершить игровую карьеру. Прощальный матч Венсана Компани прошёл на стадионе «Этихад» 11 сентября 2019 года, играли сборная звёзд «Манчестер Сити» против команды «Легенды АПЛ». Матч окончился со счётом 2:2, за игрой на стадионе наблюдали более 50 тысяч болельщиков. Сам Компани не играл в матче из-за травмы, наблюдая за игрой с трибуны.

## Карьера в сборной
Компани выступал за различные молодёжные сборные Бельгии, а в феврале 2004 года в возрасте 17 лет дебютировал за основную национальную команду, став одним из самых молодых игроков сборной. Первым международным турниром Венсана стали Олимпийские игры 2008 года, где бельгийцы заняли 4-е место.
На чемпионат мира в Бразилии Компани ехал в качестве капитана своей сборной и помог ей дойти до четвертьфинала. Однако частые травмы защитника привели к тому, что капитанская повязка в сборной перешла к Эдену Азару, а сам Венсан пропустил Евро-2016. Однако на чемпионате мира в России Компани был одним из самых опытных игроков своей сборной и будучи основным центральным защитником помог ей добиться лучшего результата в истории — бронзовых медалей.

## Тренерская карьера
17 августа 2020 года, в день завершения своей игровой карьеры, Компани был назначен главным тренером «Андерлехта». Под его руководством команда стала бронзовым призёром чемпионата Бельгии в сезоне 2021/2022, а также дошла также до финала Кубка Бельгии, где уступила «Генту» в серии послематчевых пенальти со счётом 3:4.
14 июня 2022 Компани был назначен главным тренером английского клуба «Бернли» выступающего в Чемпионшипе. В первый сезон под руководством бельгийского специалиста «бордовые» одержали победу в Чемпионшипе, опередив ближайшего преследователя на 9 очков и завоевав право выступать в Премьер-лиге. Однако закрепиться в высшем дивизионе английского футбола подопечные Компани не сумели и, заняв 19-е место, вновь вылетели в Чемпионшип.
29 мая 2024 года Компани подписал трёхлетний контракт с мюнхенской «Баварией». В сезоне 2024/25 он привёл команду к победе в Бундеслиге.

## Личная жизнь
Отец Компани — Пьер, эмигрант из ДР Конго. В студенческие годы он подвергался преследованиям за участие в мятежах против Мобуту Сесе Секо. В октябре 2018 года Пьер был избран мэром города Гансхорен, тем самым став первым темнокожим мэром в Бельгии. Его мать, Жоселин — бельгийка. В дальнейшем его родители развелись.
В 14 лет Венсана исключили из школы из-за частых пропусков занятий, когда он играл за юношескую сборную Бельгии, а также его исключали из команды за стычки с тренером. В 2019 году Компани сказал, что он мог бы пойти «крайне неправильным жизненным путём» в юности, так как в районе, где он жил, процветал уличный бандитизм и торговля наркотиками.
Брат Венсана, Франсуа, провёл большую часть карьеры, играя за клубы из второго дивизиона чемпионата Бельгии. Также у Компани есть старшая сестра. Когда Венсану было 20, его мать и сестра прошли курс лечения от рака. Его мать скончалась, а сестра выжила.
11 июня 2011 года Компани женился на своей девушке Карле Хиггс, которая всю жизнь болеет за «Манчестер Сити». У них есть дочь, родившаяся в 2010 году, и два сына, которые родились в 2013 и 2015 году.
Помимо футбола, Компани имеет много увлечений и интересов. Он интересуется политикой и получил степень магистра делового администрирования в Manchester Business School в 2018 году. Владеет несколькими языками: французским, фламандским, немецким, английским. Немного знает испанский и итальянский.
В апреле 2014 года Компани открыл в Брюсселе и Антверпене два спорт-бара под названием «Good Kompany». Однако через год после открытия они были закрыты. По этому поводу он сказал, что сожалеет об этом решении: «У нас было достаточно клиентов, был хороший оборот, но недостаточный, чтобы покрыть все расходы. Поэтому все закончилось. Урок № 1 в бизнесе: инвестиции — это всегда риск. Иногда ты приобретаешь, иногда теряешь».

## Достижения

### В качестве игрока
«Андерлехт»
- Чемпион Бельгии (2): 2003/04, 2005/06

«Гамбург»
- Обладатель Кубка Интертото: 2007

«Манчестер Сити»
- Чемпион Англии (4): 2011/12, 2013/14, 2017/18, 2018/19
- Обладатель Кубка Англии (2): 2010/11, 2018/19
- Обладатель Суперкубка Англии (2): 2012, 2018
- Обладатель Кубка Английской Футбольной лиги (4): 2013/14, 2015/16, 2017/18, 2018/19

Сборная Бельгии
- Бронзовый призёр чемпионата мира: 2018

### Личные
- Лучший молодой футболист года в Бельгии (2): 2004, 2005
- Футболист года в Бельгии: 2004
- Игрок сезона английской Премьер-лиги: 2011/12
- Член «команды года» по версии ПФА (3): 2010/11, 2011/12, 2013/14
- Входит в символическую сборную года по версии European Sports Media: 2011/12
- Игрок года в «Манчестер Сити»: 2010/11
- Приз Алана Хардекера (2): 2016, 2018
- Обладатель награды АФЖ за заслуги перед футболом: 2020
- Включён в Зал славы английской Премьер-лиги: 2022

### В качестве тренера
«Бернли»
- Победитель Чемпионшипа: 2022/23

«Бавария»
- Чемпион Германии: 2024/25
- Обладатель Суперкубка Германии: 2025

## Статистика выступлений

### Клубная статистика
| Клуб             | Сезон            | Лига | Лига | Кубок | Кубок | Кубок лиги | Кубок лиги | Еврокубки | Еврокубки | Другие | Другие | Всего | Всего |
| Клуб             | Сезон            | Игры | Голы | Игры  | Голы  | Игры       | Голы       | Игры      | Голы      | Игры   | Голы   | Игры  | Голы  |
| ---------------- | ---------------- | ---- | ---- | ----- | ----- | ---------- | ---------- | --------- | --------- | ------ | ------ | ----- | ----- |
| Андерлехт        | 2003/04          | 29   | 2    | 5     | 0     | —          | —          | 9         | 0         | —      | —      | 43    | 2     |
| Андерлехт        | 2004/05          | 32   | 2    | 1     | 0     | —          | —          | 7         | 0         | —      | —      | 40    | 2     |
| Андерлехт        | 2005/06          | 12   | 1    | 1     | 0     | —          | —          | 6         | 1         | —      | —      | 19    | 2     |
| Андерлехт        | Всего            | 73   | 5    | 7     | 0     | —          | —          | 22        | 1         | —      | —      | 102   | 6     |
| Гамбург          | 2006/07          | 6    | 0    | 0     | 0     | —          | —          | 5         | 0         | —      | —      | 11    | 0     |
| Гамбург          | 2007/08          | 22   | 1    | 4     | 0     | —          | —          | 11        | 2         | —      | —      | 37    | 3     |
| Гамбург          | 2008/09          | 1    | 0    | 0     | 0     | —          | —          | 0         | 0         | —      | —      | 1     | 0     |
| Гамбург          | Всего            | 29   | 1    | 4     | 0     | —          | —          | 16        | 2         | —      | —      | 49    | 3     |
| Манчестер Сити   | 2008/09          | 34   | 1    | 1     | 0     | 1          | 0          | 9         | 0         | —      | —      | 45    | 1     |
| Манчестер Сити   | 2009/10          | 25   | 2    | 3     | 0     | 4          | 0          | —         | —         | —      | —      | 32    | 2     |
| Манчестер Сити   | 2010/11          | 37   | 0    | 5     | 0     | 0          | 0          | 8         | 0         | —      | —      | 50    | 0     |
| Манчестер Сити   | 2011/12          | 31   | 3    | 1     | 0     | 0          | 0          | 9         | 0         | 1      | 0      | 42    | 3     |
| Манчестер Сити   | 2012/13          | 26   | 1    | 4     | 0     | 0          | 0          | 6         | 0         | 1      | 0      | 37    | 1     |
| Манчестер Сити   | 2013/14          | 28   | 4    | 2     | 0     | 3          | 0          | 4         | 1         | —      | —      | 37    | 5     |
| Манчестер Сити   | 2014/15          | 25   | 0    | 1     | 0     | 0          | 0          | 7         | 0         | 0      | 0      | 33    | 0     |
| Манчестер Сити   | 2015/16          | 14   | 2    | 0     | 0     | 1          | 0          | 7         | 0         | —      | —      | 22    | 2     |
| Манчестер Сити   | 2016/17          | 11   | 3    | 2     | 0     | 2          | 0          | 0         | 0         | —      | —      | 15    | 3     |
| Манчестер Сити   | 2017/18          | 17   | 1    | 1     | 0     | 1          | 1          | 2         | 0         | —      | —      | 21    | 2     |
| Манчестер Сити   | 2018/19          | 17   | 1    | 1     | 0     | 3          | 0          | 4         | 0         | 1      | 0      | 26    | 1     |
| Манчестер Сити   | Всего            | 265  | 18   | 21    | 0     | 15         | 1          | 56        | 1         | 3      | 0      | 360   | 20    |
| Андерлехт        | 2019/20          | 15   | 1    | 3     | 0     | —          | —          | —         | —         | —      | —      | 18    | 1     |
| Андерлехт        | Всего            | 15   | 1    | 3     | 0     | —          | —          | —         | —         | —      | —      | 18    | 1     |
| Всего за карьеру | Всего за карьеру | 382  | 25   | 35    | 0     | 15         | 1          | 94        | 4         | 3      | 0      | 529   | 30    |

### Тренерская статистика
| Команда   | Начало работы   | Завершение работы | Показатели | Показатели | Показатели | Показатели | Показатели |
| Команда   | Начало работы   | Завершение работы | М          | В          | Н          | П          | % побед    |
| --------- | --------------- | ----------------- | ---------- | ---------- | ---------- | ---------- | ---------- |
| Андерлехт | 17 августа 2020 | 30 июня 2022      | 90         | 41         | 30         | 19         | 045,56     |
| Бернли    | 1 июля 2022     | 29 мая 2024       | 96         | 41         | 24         | 31         | 042,71     |
| Бавария   | 29 мая 2024     |                   | 57         | 39         | 9          | 9          | 068,42     |
| Итого     | Итого           | Итого             | 243        | 121        | 63         | 59         | 049,79     |